# ラドゥ・ジューデ
ラドゥ・ジューデ（ルーマニア語: Radu Jude; 発音 [ˈradu ˈʒude]、1977年3月28日 - ）は、ルーマニアの映画監督、脚本家。

## 略歴
2003年、ブカレスト・メディア大学映画監督学科卒業。コスタ＝ガヴラス監督『ホロコースト -アドルフ・ヒトラーの洗礼-』やクリスティ・プイウ監督『ラザレスク氏の最期』の助監督を務める。『Corp la corp』『Marea Neagră』『 Lampa cu căciulă』といくつかの短編映画を制作し、サンダンス映画祭をはじめとする様々な映画祭で賞を獲る。併せて100を超えるCMの監督を務めた。
2009年に『The Happiest Girl in the World』で長編デビューを果たす。本作は、ベルリン国際映画祭CICAE賞を受賞し、同年のカンヌ国際映画祭ACID部門のプログラムに選出された。
2011年にはインディペンデント映画『Film pentru prieteni』を監督・製作。長編映画『Everybody in Our Family』はベルリン国際映画祭でプレミア上映された。
『アーフェリム！』が第65回ベルリン国際映画祭にて銀熊賞(監督賞)を受賞し 、第88回アカデミー賞外国語映画賞のルーマニア公式エントリー作品としてショートリストに選出されたが、ノミネートは逃した。
『Uppercase Print』は、独裁者ニコラエ・チャウシェスクの共産主義体制に反対する落書きメッセージを書き、その後秘密警察に逮捕され、尋問を受けたルーマニアの10代の若者、ムグル・チャウリネスクの物語である。本作は、ベルリン国際映画祭のフォーラム部門でワールドプレミア上映された。同映画祭では、アドリアン・チョフリンカと共同監督したドキュメンタリー映画『The Exit of the Trains』も上映された。
第71回ベルリン国際映画祭にて『アンラッキー・セックスまたはイカれたポルノ』が金熊賞を受賞する。コロナ禍のルーマニア社会の閉塞感を風刺した本作はイメージフォーラム・フェスティバル2021で特別上映された後、ジューデ監督自らぼかしやカットの追加編集を行った「監督〈自己検閲〉版」が劇場公開された。
2023年12月、ジュードは他の50人の映画監督たちとともに、イスラエルのガザ侵攻の際の停戦と市民殺害の停止、人道支援のためのガザへの人道的回廊の設置と人質の解放を求める公開書簡に署名し、Libération誌に発表した。
『世界の終わりにはあまり期待しないで』がカイエ・デュ・シネマの2023年ベスト映画第7位に選出された。本作は、北九州国際映画祭2023にて上映された。
2024年にはアンディ・ウォーホルの『Sleep』にオマージュを捧げた『Sleep #2』をロカルノ映画祭に出品している。本作は、アンディ・ウォーホル・ミュージアムが24時間365日彼の墓をライブ配信している様子を編集した作品となっている。

## フィルモグラフィー

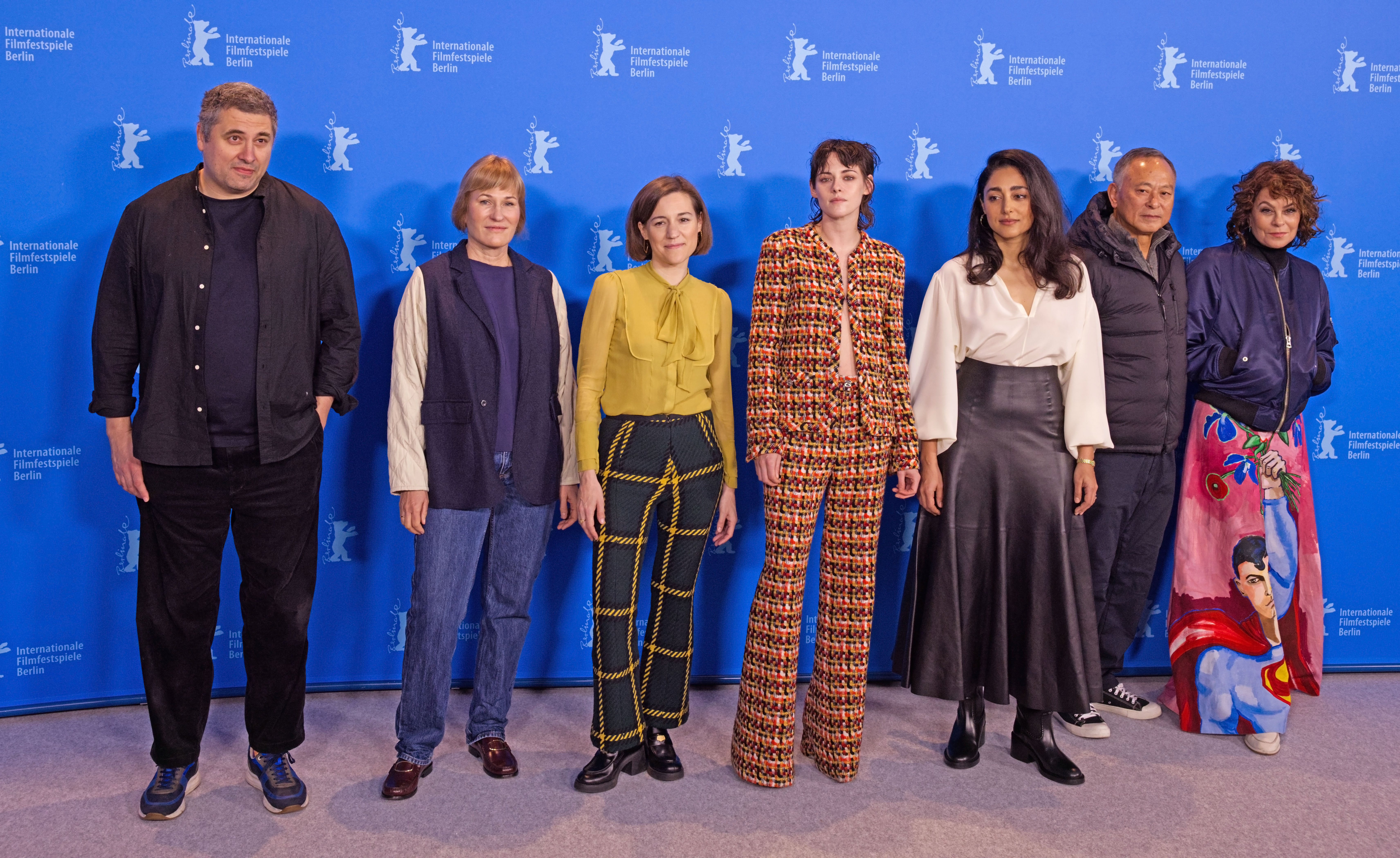
ジューデ (最左側) 2023年、第73回ベルリン国際映画祭コンペティション部門審査員とともに

### 監督作
- În familie (テレビシリーズ、2002)
- The Tube with a Hat (Lampa cu căciulă) (短編、2006)
- Alexandra (短編、2006)
- In The Morning (Dimineaţă) (短編、2007)
- The Happiest Girl in the World (2009)
- A Film for Friends (Film pentru prieteni) (2011)
- Everybody in Our Family (2012)
- Shadow of a Cloud (O umbră de nor) (短編、2013)
- It Can Pass Through the Wall (Trece și prin perete) (短編、2014)
- アーフェリム！ (2015)
- 若き詩人の心の傷跡 (2016)
- The Dead Nation (Țara moartă) (ドキュメンタリー、2017)
- 野蛮人として歴史に名を残しても構わない (2018)
- The Marshal’s Two Executions (Cele două execuții ale Mareșalului) (短編、2018)
- Punish and Discipline (A pedepsi, a supraveghea) (短編、2019)
- The Exit of the Trains (Ieșirea trenurilor din gară)(ドキュメンタリー、 2020)
- Uppercase Print (2020)
- A Fable (O Fabulă) (短編、2020)
- アンラッキー・セックス またはイカれたポルノ (2021)
- Caricaturana  (短編、2021)
- Semiotic Plastic (Plastic semiotic) (短編、2021)
- The Potemkinists (短編、2022)
- 世界の終わりにはあまり期待しないで (2023)
- Eight Postcards from Utopia (2024)
- Sleep #2 (2024)
- Kontinental'25 (2025)
- Dracula (2025)

### 助監督作
- ホロコースト -アドルフ・ヒトラーの洗礼- (2002)
- Furia (2002)
- ラザレスク氏の最期 (2005)